# The Algorithm
The Algorithm es un proyecto musical del músico francés nacido en Perpiñán Rémi Gallego. Combina las características de la música electrónica con el metal progresivo. Rémi eligió el nombre para resaltar la complejidad y dificultad de su música.

## Historia

### Inicios
Después de que su primera banda, Dying Breath, se separara, en 2009 decidió buscar nuevos miembros para formar una nueva banda orientada al Mathcore, inspirado por The Dillinger Escape Plan. Después de una inútil búsqueda de nuevos miembros, Rémi comenzó con su guitarra y su ordenador portátil a producir su propia música. En diciembre de 2009 y en julio de 2010 publicó dos demos, The Doppler Effect y CRITICAL.ERROR. Los publicó en su página web totalmente gratis. Gallego anunció otra EP para finales de 2010 llamada "Identity", el cual nunca fue publicado. Por otro lado, se preparó para tocar en directo. 

### Primeros shows en vivo y Mike Malyan
En agosto de 2011, Rémi publicó en descarga directa una compilación llamada "Method_", que contenía las canciones de sus dos trabajos anteriores. A esto le siguió que en octubre de 2011, Rémi actuó en el festival Euroblast de Colonia, con bandas de la escena del djent como Textures, Tesseract o Vildhjarta.
Un mes después el baterista de la banda Monuments, Mike Malyan, publicó una cover de batería de la canción "Isometry", en su canal de YouTube. Después de esto, y después de que Gallego le convenciera de que era posible tocar sus canciones en una batería en directo, Malyan fue presentado como parte del grupo en sus actuaciones. 
Ese mismo mes, Rémi Gallego firmó un contrato con la discográfica británica Basick Records.

### Basick Records yPolymorphic Code(2012-2013)

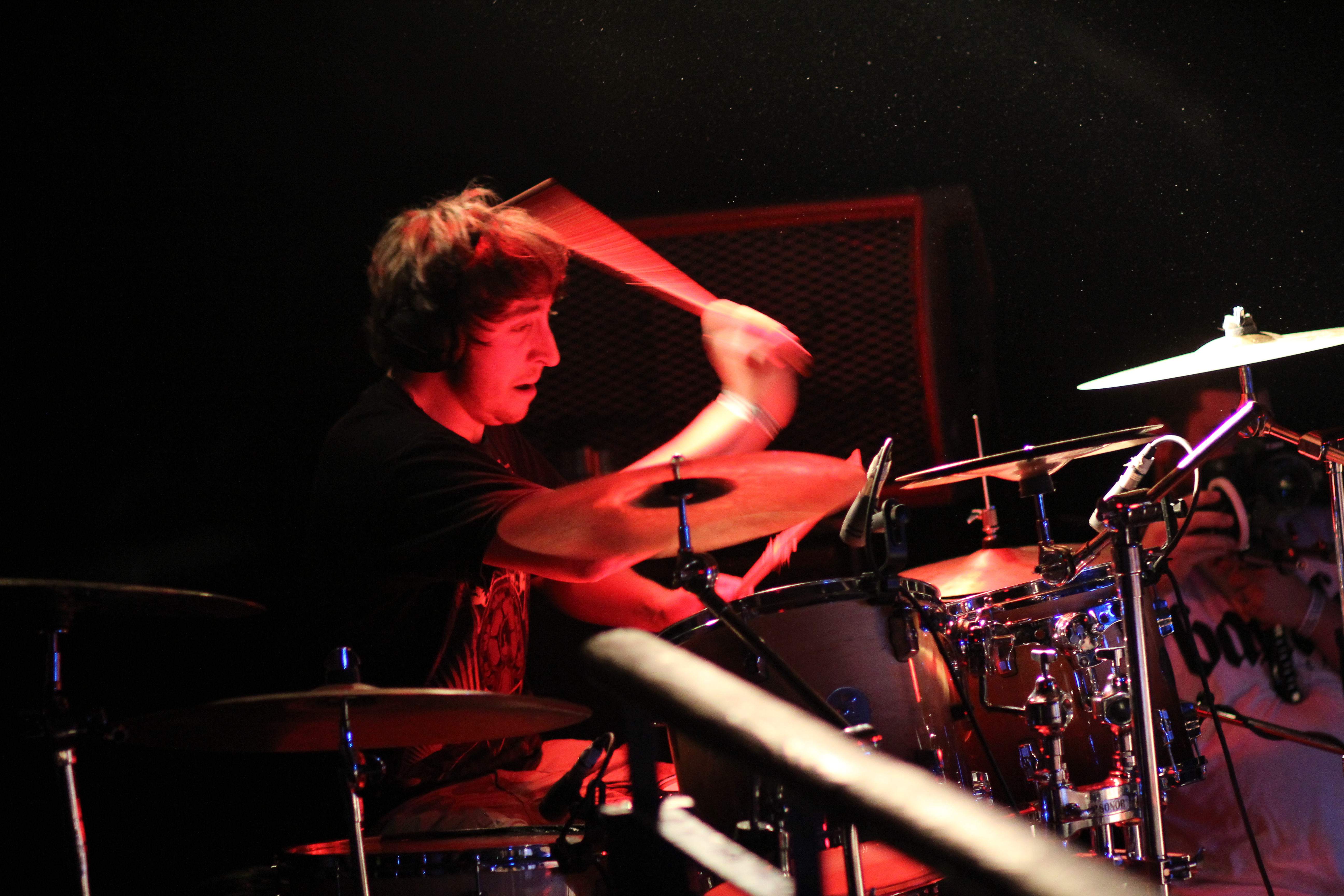
Mike Malyan en vivo con The Algorithm en 2012

En enero de 2012 Gallego publicó el sencillo "Tr0jans" a través de Basick Records, solo disponible en formato digital. A esto le siguieron más apariciones en festivales como en el Djentival 2012 el UK Tech Metalfest de Londres, donde actuó con músicos como Uneven Structure o sus compañeros de discográfica Chimp Spanner, entre otros.
El 19 de noviembre de 2012 salió a la luz "Polymorphic Code" a través de Basick Records, el álbum debut, que aparte del sencillo "Tr0jans" incluía 7 nuevas canciones. En enero de 2013 tuvo la oportunidad de tocar con Enter Shikari y Cancer Bats en un concierto en París, Francia.
En abril de 2013, The Algorithm tocó sus primeros shows en vivo en el Reino Unido con un nuevo miembro, el guitarrista Max Michel. El 17 de junio de 2013, The Algorithm fue condecorado con el premio Metal Hammer Golden God como mejor artista underground del año, decidido por los votos de los lectores de Metal Hammer.

### Octopus4y  videojuego (2013-presente)
El 20 de marzo de 2014, se anunció el segundo álbum de The Algorithm Octopus4 el cual será lanzado el 2 de junio de 2014. Junto con el lanzamiento del álbum, se lanzó una campaña de micromecenazgo para desarrollar un videojuego que contendrá música compuesta completamente por Rémi. Este videojuego es una colaboración de Basick Records con Rogue Star Games y será lanzado para plataformas en PS4, Mac OS X, Linux y Windows PC.
El 22 de abril de 2014, Gallego escogió a synthesiz3r como el primer sencillo de Octopus4. Gallego lanzó el segundo sencillo will_smith el 23 de mayo de 2014. El 30 de mayo, Gallego anunció en su página de Facebook la publicación de su nuevo álbum en streaming a través del canal de YouTube y en la cuenta de SoundCloud de su discográfica.

## Equipo
Para sus actuaciones en directo, Rémi usa un Akai APC40, una estación digital de sonido desarrollada con la ayuda de la compañía Ableton. 
La voz femenina distorsionada que se oye en muchas canciones, pertenece a Floré Latorrent, una amiga de Rémi Gallego.

## Discografía

### Álbumes
- 2012: Polymorphic Code
- 2014: Octopus4
- 2016: Brute Force

### Sencillos
- 2012: Tr0jans
- 2014: synthesiz3r
- 2014: Terminal
- 2015: neotokyo
- 2016: Floating Point (Vaporwave Remix)
- 2016: Rootkit (Chiptune Remix)

### EP
- 2010: Identity
- 2016: Brute Force: Overclock
- 2017: Brute Force: Code Source

### Demos
- 2009: The Doppler Effect
- 2010: CRITICAL.ERROR

### Recopilaciones
- 2011: Method_